# Gornja Lokvica
Gornja Lokvica je naselje v Občini Metlika.